# Большая Кивара (Воткинский район)
Большая Кивара — деревня в Воткинском районе Удмуртии. Административный центр сельского поселения Большекиварское.

## География
Деревня расположена в низовьях реки Кивара в лесистой местности на крайнем востоке республики, в 17 км к северо-востоку от Воткинска и в 67 км от Ижевска.
Имеются подъездные дороги от проходящей в 1,5 км к западу от деревни автодороги Воткинск — Пермь. От деревни на восток отходит тупиковая дорога к малой деревне Подгорный.

## Население
| 2010 | 2012 |
| ---- | ---- |
| 821  | ↘796 |

```
 Религия православные, старообрядцы, протестанты-евангелисты.
```